# NORAD Tracks Santa
NORAD Tracks Santa (рус. NORAD отслеживает Санту) — рождественская программа, созданная под покровительством Командования воздушно-космической обороны Северной Америки. Ежегодно, начиная с 1955 года, накануне Рождества NORAD Tracks Santa сообщает путь Санта-Клауса, покинувшего Северный полюс и отправившегося разносить подарки детям по всему миру.
Программа традиционно поддерживает передовую статью декабря 1897 года «Да, Вирджиния, Санта-Клаус существует», опубликованную в газете New York Sun.

## История

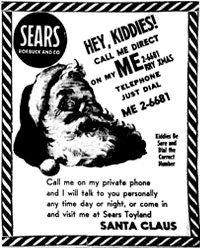
Объявление Sears с ошибочным номером телефона.

Программа зародилась 23 декабря 1955 года, когда отдел компании Sears по социальному взаимодействию разместил объявление в газете, предлагающее детям позвонить Санта-Клаусу. В номере телефона, оставленном в объявлении, содержалась ошибка, и дети, звоня Санта-Клаусу, попадали в центр Континентального Командования воздушно-космической обороны США (CONAD). Чтобы не расстраивать детей, военные сообщали вымышленные координаты местоположения Санта-Клауса. После в газете появилось сообщение, что CONAD отслеживают Санта Клауса и всячески его оберегают. К сообщению был приложен номер, по которому дети могли узнать местонахождение Санты Клауса. Так и зародилась рождественская программа NORAD Tracks Santa.
Сегодня NORAD полагается на команду волонтёров, в которой принимают участие как военные, так и гражданские лица. Каждый волонтёр принимает около пятидесяти звонков в час, на всю команду приходится более 12 000 электронных писем и 70 000 телефонных звонков в рождественский период из более чем двухсот стран. Эти данные получены с помощью системы Google Analytics, использовавшейся с декабря 2007 года для анализа трафика.
По состоянию на 28 декабря 2013 года, у страницы NORAD Tracks Santa 145 тысяч подписчиков в Twitter Архивная копия от 30 декабря 2013 на Wayback Machine и порядка 1,4 миллиона лайков на Facebook Архивная копия от 24 сентября 2014 на Wayback Machine.

## Используемые СМИ

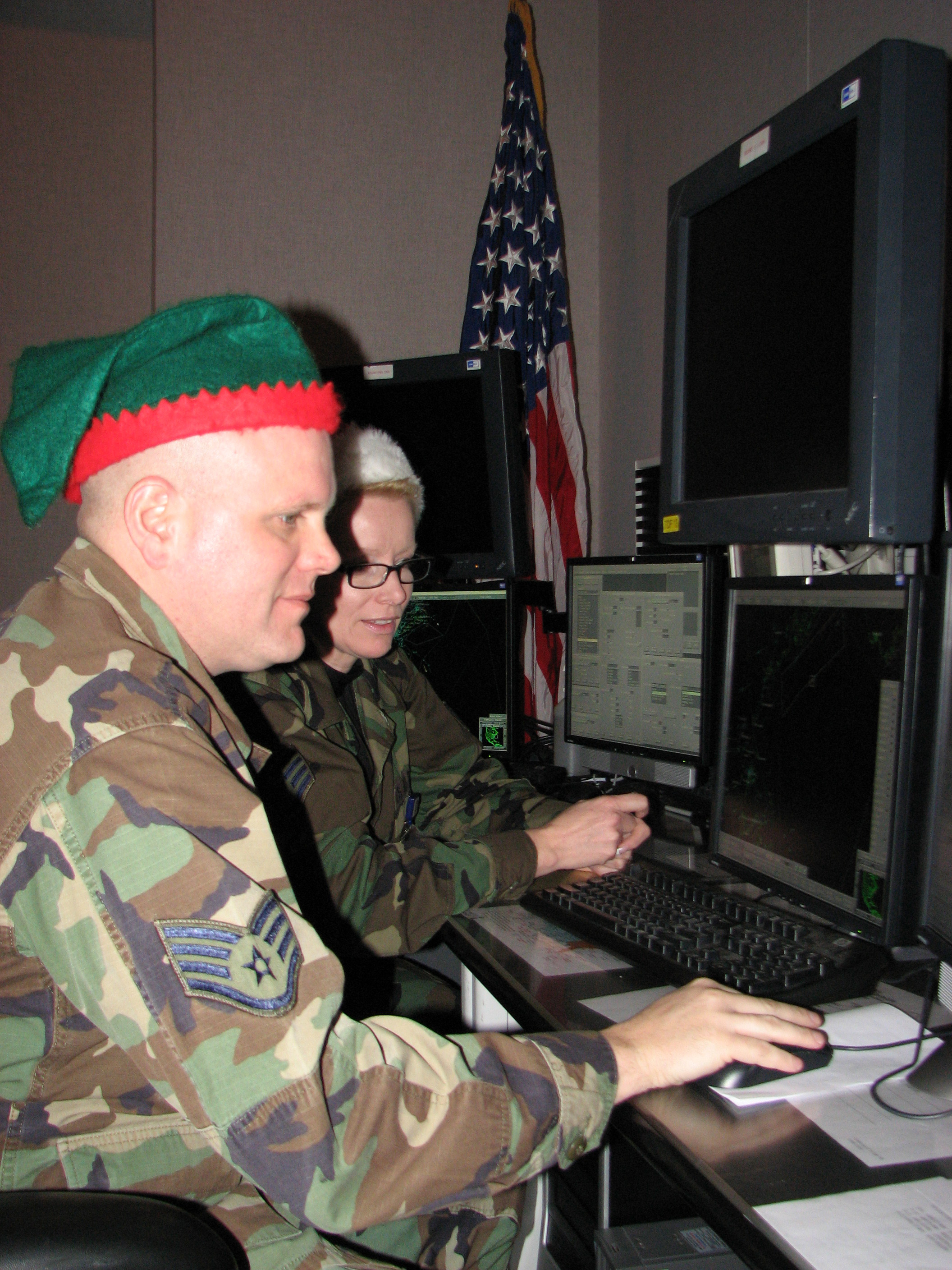
Участники программы с обнаруживающей аппаратурой. Декабрь 2008 года.

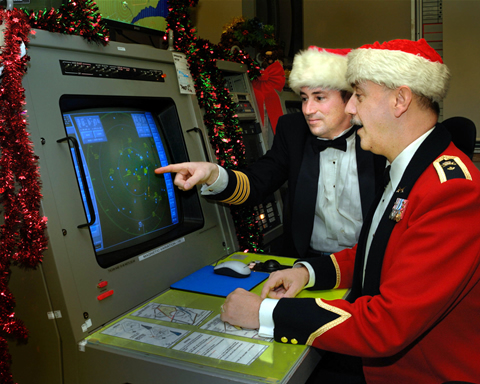
Двое служащих Канадских вооружённых сил рассматривают снимки, сделанные с помощью радара.

NORAD Tracks Santa распространяется через различные средства массовой информации. С пятидесятых годов до 1996 года программа использовала горячие телефонные линии, газеты, радио, грампластинки и телевидение. Многие телевизионные каналы Северной Америки накануне Рождества сообщают о местоположении Санты в прогнозе погоды. С 1997 года программа также использует интернет.
В 2004-2009 годах посетители сайта видели объявление о том, что они могут отследить Санту с помощью Google Earth: им предоставлялась ссылка на скачивание Google Earth и KMZ-файла. В 2009 году Google Earth был интегрирован в сайт и отслеживание стало осуществляться напрямую. В 2011 году появилось приложение под iOS Архивная копия от 11 мая 2014 на Wayback Machine и Android Архивная копия от 30 декабря 2013 на Wayback Machine.
С середины января и до 30 ноября функционал по отслеживанию Санты недоступен. На сайте размещено сообщение предлагающее посетителю вернуться 1 декабря. В канун Рождества видеоматериалы обновляются ежечасно, при наступлении полночи в каждой часовой зоне. «Santa Cam» видео, сделанные с помощью CGI, показывают повозку Санта-Клауса, пролетающую над различными территориями. Каждое видео снабжено закадровым голосом, сообщающим некоторые факты о местности. Озвучку чаще всего выполняют сотрудники NORAD, но некоторые видео озвучивают знаменитости. В 2002 году Аарон Картер озвучил три видео, в 2003—2004 годах закадровым голосом был Ринго Старр, бывший барабанщик группы The Beatles, с 2005 по 2007 года Джонатан Росс озвучивал «Santa Cam» видео о Лондоне.
К Рождеству 2013 года программа закончила пятилетнее сотрудничество с Google и заключила контракт с Bing Maps. С 2013 года Google предоставляет собственный сервис Google Santa Tracker Архивная копия от 28 декабря 2013 на Wayback Machine для отслеживания Санта-Клауса.

## Спонсорство
С 2013 года своим главным партнером NORAD Tracks Santa называет Microsoft. Программа поддерживается и другими частными объединениями, но не финансируется из денег налогоплательщиков США и Канады.
Федеральные агентства НАСА, НУОА и Канадские вооружённые силы информационно поддерживают программу. Первая леди США Мишель Обама отвечала на звонки детей в 2011 и 2012 годах.
Профессор Манитобского университета Джери Боулер (англ. Gerry Bowler), автор книги «Санта-Клаус: биография» (англ. Santa Claus: A Biography) называет программу «современным дополнением к образу Санта-Клауса, застрявшему в веках». Он утверждает, что программа «берёт неотъемлемый элемент образа Санта-Клауса — его рождественское путешествие — и смотрит на него сквозь объектив технологий».